# Goundam
Goundam – miasto w Mali; 8 200 mieszkańców (2006). Przemysł spożywczy, włókienniczy.